# Fluorose
Eine Fluorose entsteht durch eine chronische, also eine längere Zeit andauernde zu hohe Fluoridzufuhr. Dies kann zur negativen Folgeerscheinungen wie einer Skelettfluorose oder Dental- bzw. Zahnfluorose führen.

## Ursache der Fluorose
Als schwach dissoziiertes Molekül wird Fluorwasserstoff leicht durch die Haut aufgenommen. Es kommt zu schmerzhaften Entzündungen, später zu hartnäckigen, schlecht abheilenden Geschwüren. Außerdem bildet Fluorwasserstoff HF starke Wasserstoffbrückenbindungen aus und ist so in der Lage, die Tertiärstruktur von Proteinen zu verändern. Mit Aluminium-Ionen bildet Fluorid Fluoridoaluminat-Komplexe, die eine Phosphat-analoge Struktur haben und so zur Deregulierung von G-Proteinen beitragen. Resultat ist ein Eingriff in die rezeptorgekoppelte Signalübertragung und – via signalabhängiger Phosphorylierung/Dephosphorylierung – in die Aktivität vieler Enzyme. Bekanntestes Beispiel für eine Enzym-Hemmung durch Fluorid ist Enolase, ein Enzym der Glykolysekette.
Die hochtoxischen Fluoracetate und Fluoracetamid werden nach der Resorption zu Fluorcitrat metabolisiert. Diese Verbindung führt zur Blockade des für den Citratzyklus wichtigen Enzyms Aconitase. Dies bewirkt eine Anreicherung von Citrat im Blut, was wiederum die Körperzellen von der Energiezufuhr abschneidet. Perfluorierte Alkane, die als Blutersatzstoffe in der Erprobung sind, und die handelsüblichen Fluorcarbone, wie PTFE (Teflon), PVDF oder PFA gelten als ungiftig.
Das schwerlösliche Calciumfluorid, das sich bei der Reaktion mit Calcium – etwa in den Knochen – bildet, wurde früher für inert und daher harmlos gehalten. Zumindest die Stäube von Calciumfluorid haben sich jedoch sowohl im Tierversuch als auch beim Menschen als toxisch erwiesen. Ob in vivo bei akuter Fluoridvergiftung tatsächlich schwerlösliches Calciumfluorid gebildet wird, wie so oft vermutet, konnte im Rahmen gezielter Untersuchungen nicht bewiesen werden.

## Formen der Fluorose

### Knochenfluorose (Skelettfluorose)
Werden chronisch mehr als 10 mg Fluorid pro Tag über einen langen Zeitraum (ca. 10 Jahre) aufgenommen, reagieren die Knochen mit Ausbildung einer verhärteten und verdichteten Spongiosa und teilweisen Verdickung der Kortikalis (äußere Knochenschicht). Dennoch besitzen erst schwere Knochenfluorosen einen Krankheitswert; sie entstehen bei einer systemischen und langjährigen Aufnahme hoher Dosen Fluorid (20–80 mg täglich über 10–20 Jahre). Diese äußert sich in einer knöchernen Verengung des Wirbelkanals und einem (teilweisen) Verlust des Tastsinns.
Beobachtet wurden Knochenfluorosen zuerst bei Rindern, die sich von Grünfutter mit Staubablagerungen aus Schornsteinen fluoridverarbeitender Fabriken ernährten, dann (1932) auch an Arbeitern in der Kryolithverarbeitung (bspw. in der Aluminiumherstellung).
Die fünfte Verordnung über Ausdehnung der Unfallversicherung auf Berufskrankheiten nach dem Stand vom 16. Juli 1952 nahm unter Ziffer 31 die Erkrankungen der Knochen, Gelenke und Bänder durch Fluorverbindungen (Fluorose) in die Reihe der entschädigungspflichtigen Berufskrankheiten auf. In einem späteren System wurden unter Bk Nr. 1308 Erkrankungen durch Fluor oder seine Verbindungen zusammengefasst.
Seit den späten dreißiger Jahren wurde Skelettfluorose auch in Indien und in Bahrein beschrieben, in Orten, deren Trinkwasser 1 mg Fluorid je Liter (und mehr) enthält. Das Phänomen tritt hier wegen des höheren Wasserkonsums (klimabedingt) schon bei relativ niedrigen Fluoridkonzentrationen des Wassers auf. In den USA – selbst in Gemeinden mit sehr hohen natürlichen Fluoridmengen im Trinkwasser (bis zu 10ppm) – wurden nie diesbezügliche Gesundheitsprobleme geschildert.
Fluorosebedingte Skeletterkrankungen lassen sich schwer von altersbedingten Verschleißerkrankungen abgrenzen.

### Zahnfluorose

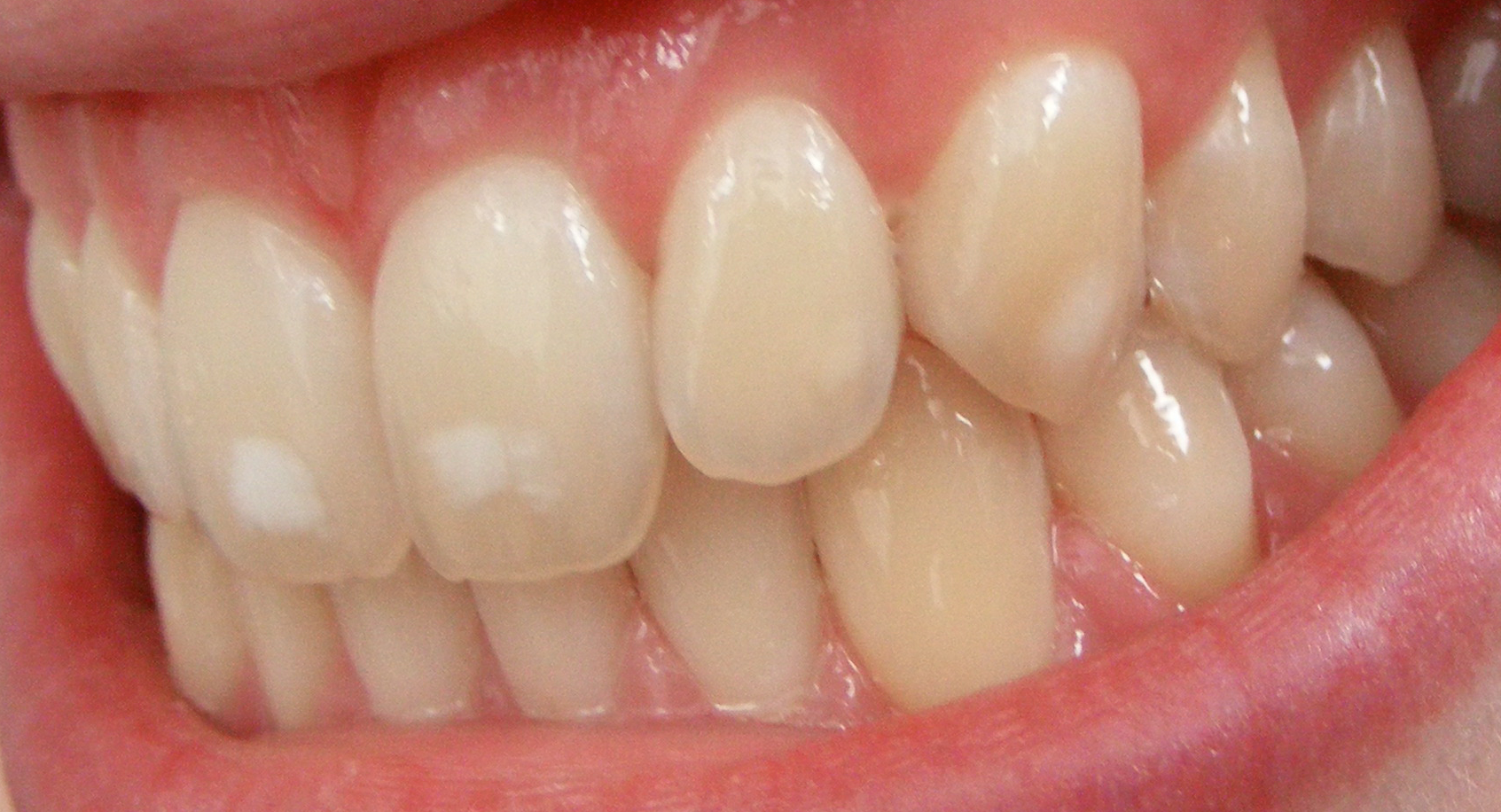
Leichte Form der Zahnfluorose

Zahnfluorose, auch Dentalfluorose genannt, ist das einzig sichtbare Symptom, das aus einer zu hohen Fluoridaufnahme während der Zahnentwicklung resultiert.

## Historie der Fluorose-Forschung
Frederick Sumner McKay forschte 30 Jahre lang, um die Ursache der Zahnfluorose (Dentalfluorose) herauszufinden.